# Belly landing

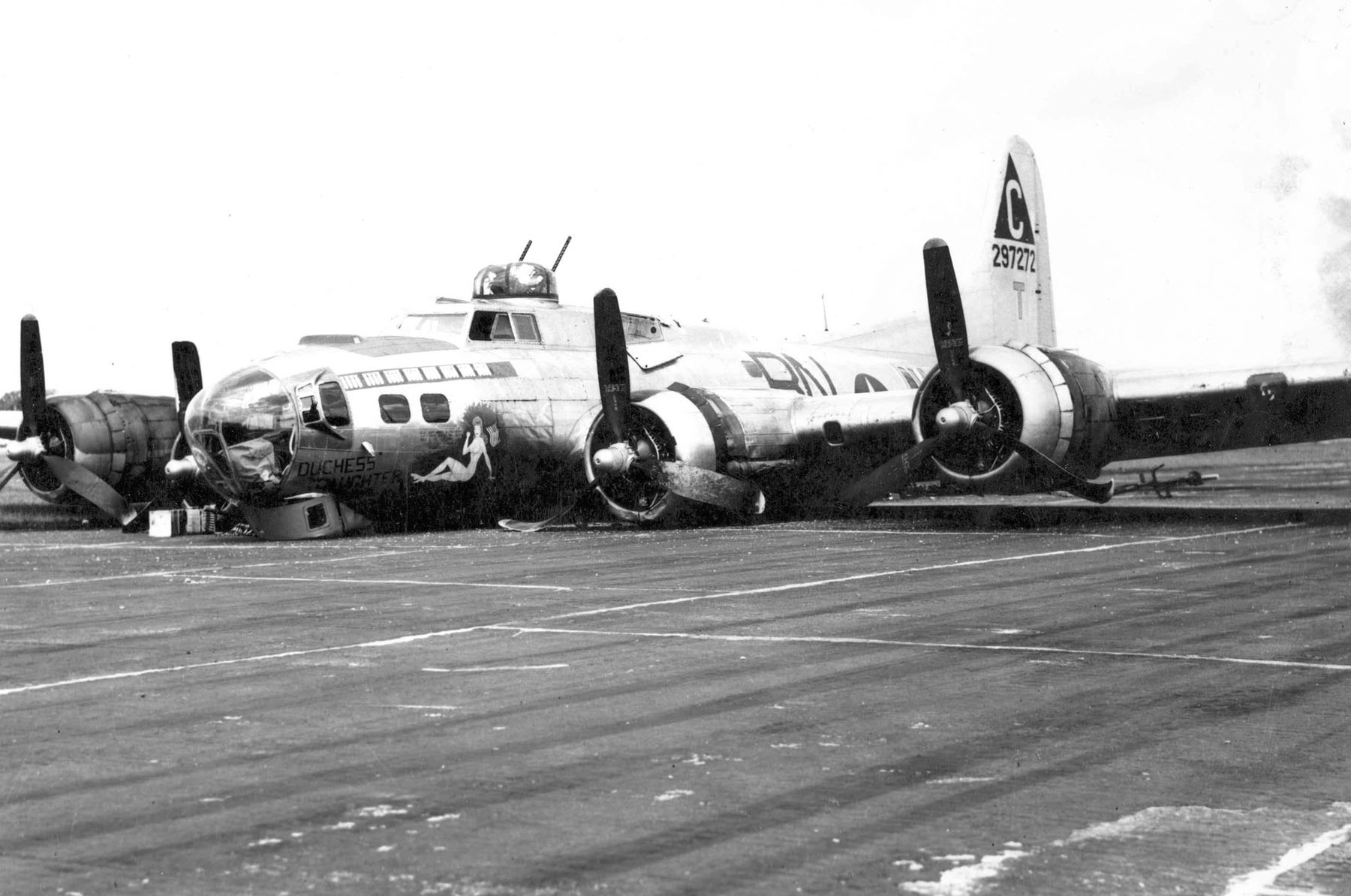
Un Boeing B-17 Flying Fortress, denominato Duchess' Daughter, dopo un belly landing nel 1944.

Un belly landing, o gear-up landing, si verifica quando un aereo atterra senza il carrello di atterraggio completamente esteso e utilizza la parte inferiore della fusoliera, o "pancia" (belly), come parte di atterraggio principale. Normalmente, il termine gear-up landing si riferisce a incidenti in cui il pilota dimentica di estendere il carrello di atterraggio, mentre belly landing si riferisce a incidenti in cui un malfunzionamento meccanico impedisce al pilota di estendere il carrello.
Durante un belly landing, il velivolo si danneggia solitamente in modo esteso. Questo tipo di atterraggio comporta il rischio che l'aereo possa capovolgersi, disintegrarsi o prendere fuoco se atterra troppo velocemente o in maniera troppo brusca. È necessaria un'estrema precisione per garantire che atterri il più dritto e livellato possibile mantenendo una velocità sufficiente per mantenere il controllo. Forti venti trasversali, scarsa visibilità, danni all'aereo o strumenti o comandi che non rispondono aumentano notevolmente il pericolo di eseguire un belly landing. Sono tuttavia uno dei tipi più comuni di incidenti aerei e normalmente non sono fatali se eseguiti con attenzione.

## Cause e prevenzione

### Errore del pilota

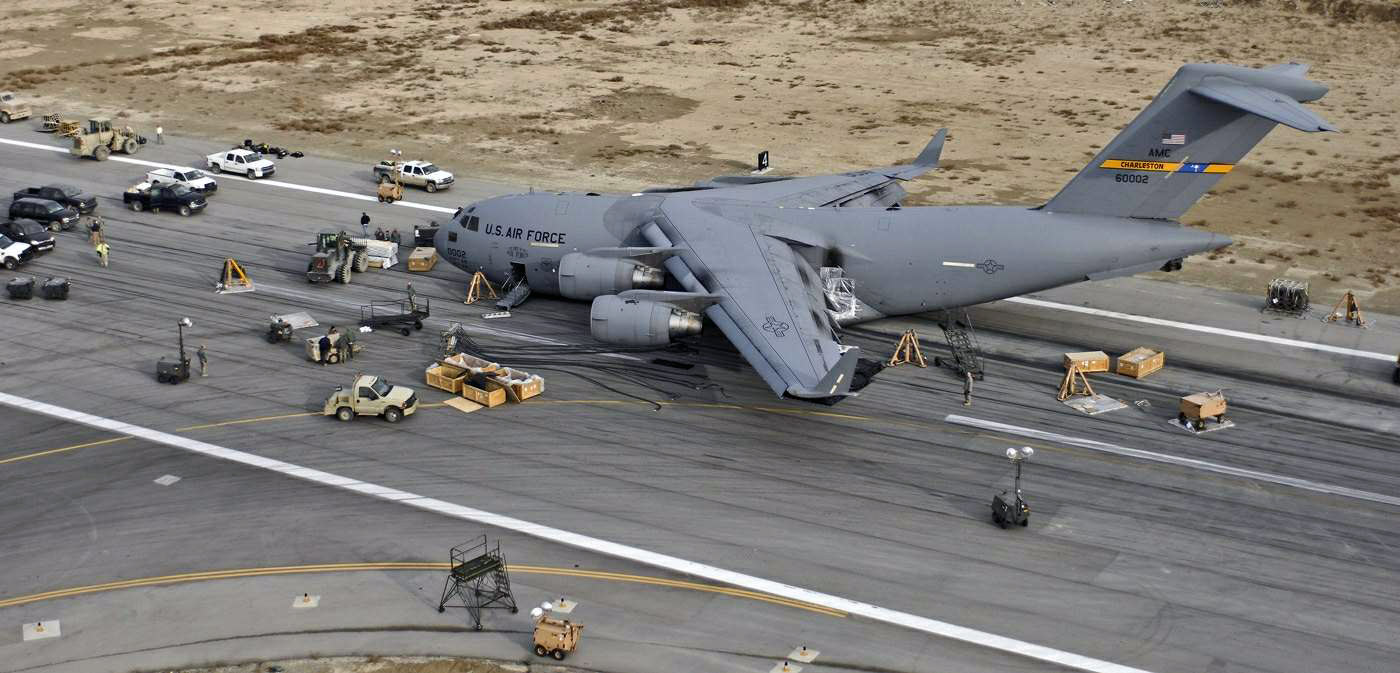
Un C-17 Globemaster dopo un belly landing all'aeroporto di Bagram, Afghanistan (2009). La causa è stata successivamente determinata essere un errore del pilota.

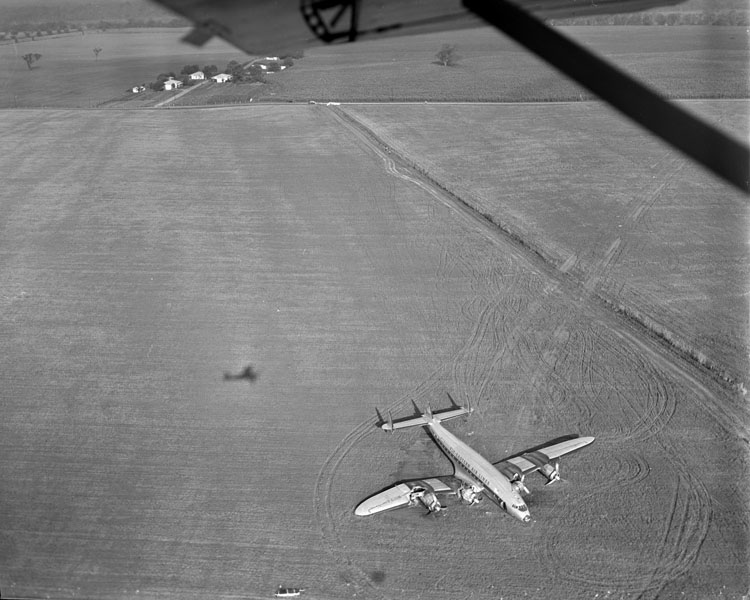
Nel 1951, il volo Eastern Airlines 601, operato da un Lockheed L-749 Constellation, eseguì con successo un belly landing di fortuna presso la Curles Neck Farm, in Virginia, durante una tempesta.

La causa più comune di incidenti di questo tipo è che semplicemente il pilota dimentica di estendere il carrello prima dell'atterraggio. Su qualsiasi velivolo con carrello retrattile, l'abbassamento del carrello fa parte della lista di controllo eseguita durante l'avvicinamento, che include anche elementi come l'impostazione dei flap e degli spolier. I piloti che eseguono ritualmente tali liste di controllo hanno meno probabilità di incorrere in queste situazioni. Tuttavia, alcuni piloti trascurano queste liste ed eseguono i compiti a memoria, aumentando le possibilità di dimenticarsi di abbassare il carrello di atterraggio. Anche i piloti attenti sono a rischio, perché possono essere distratti e dimenticare di eseguire completamente la lista di controllo o essere interrotti nel mezzo di essa da altri compiti come evitare collisioni o un'altra emergenza. Nell'immagine mostrata sopra, il Boeing B-17 era atterrato normalmente, quando il copilota ha inavvertitamente azionato l'interruttore per retrarre del carrello di atterraggio. Di conseguenza, quello è collassato verso la fine del rullaggio.
Tutti gli aeromobili con carrello di atterraggio retrattile devono avere un modo per indicare lo stato del carrello; normalmente è un insieme di luci che cambiano i colori da rosso ad ambra a verde a seconda che il carrello sia retratto, in transito o esteso. Tuttavia, un pilota distratto potrebbe dimenticare di guardare queste luci. Ciò ha portato i progettisti di aeromobili a costruire sistemi di sicurezza aggiuntivi per ridurre la possibilità di un errore umano. Negli aeromobili di piccole dimensioni questo assume più comunemente la forma di una spia e di un clacson che si attivano quando una qualsiasi delle sezioni del carrello di atterraggio non è bloccata e una delle manette dei motori è al di sotto della potenza di crociera. Tuttavia, il clacson è stato inutile in situazioni in cui il pilota non aveva familiarità con l'aereo e non sapeva cosa avrebbe dovuto indicare tale suono. A volte, i piloti hanno confuso l'avvisatore acustico del carrello di atterraggio con l'avvisatore acustico di stallo. In altri casi, i piloti non hanno potuto sentire l'allarme sugli aerei più vecchi a causa di un moderno auricolare con cancellazione del rumore.
Negli aeromobili più grandi, il sistema di allarme di solito esclude l'impostazione della potenza del motore e avverte invece il pilota quando i flap sono impostati per l'atterraggio ma il carrello no. Un sistema alternativo utilizza il Ground Proximity Warning System o l'altimetro radar per attivare un avviso quando l'aereo è vicino al suolo e scende con il carrello non esteso. La maggior parte degli aerei di linea incorpora un sistema di messaggi vocali che elimina l'ambiguità di un clacson o di un cicalino e fornisce invece al pilota una chiara indicazione verbale: "GEAR NOT DOWN". Inoltre, gli aerei di grandi dimensioni sono progettati per essere gestiti da due piloti che lavorano in squadra. Uno pilota l'aereo e gestisce le comunicazioni e la prevenzione delle collisioni, mentre l'altro gestisce i sistemi dell'aeromobile. Ciò fornisce una sorta di ridondanza che riduce il carico di lavoro posto su un membro dell'equipaggio e consente a uno di essere in grado di controllare il lavoro dell'altro. La combinazione di sistemi di allarme avanzati e di una formazione efficace ha reso estremamente rari i belly landing su velivoli di grandi dimensioni.

### Guasto meccanico

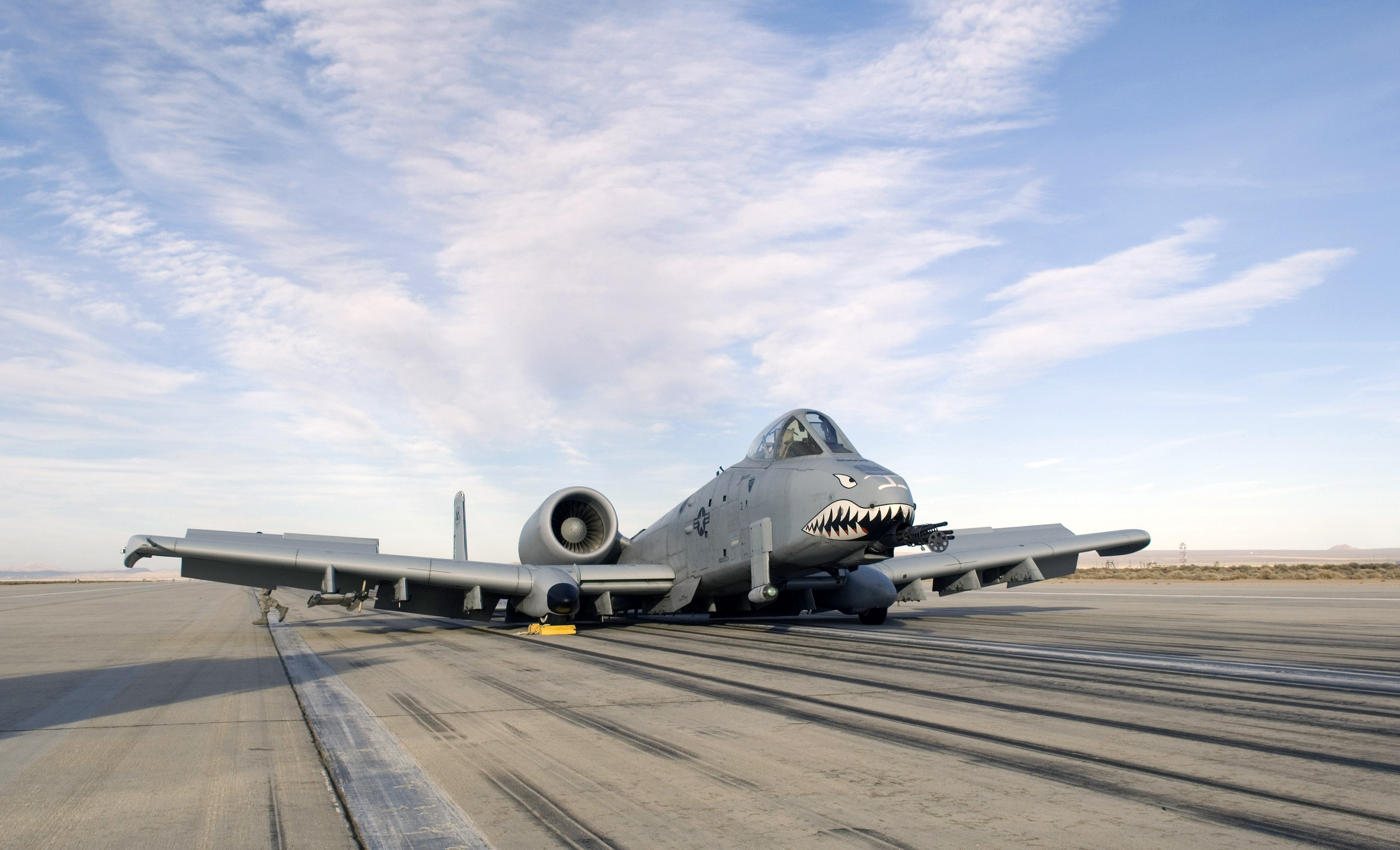
Un A-10 dopo un belly landing alla Edwards Air Force Base nel 2008.

Un guasto meccanico è un'altra possibile causa dei belly landing. La maggior parte dei carrelli di atterraggio sono azionati da motori elettrici o attuatori idraulici. Di solito vengono fornite ridondanze multiple per evitare che un singolo guasto pregiudichi l'intero processo di estensione. Che sia azionato elettricamente o idraulicamente, il carrello può generalmente essere alimentato da più sorgenti. In caso di guasto del sistema di alimentazione, è sempre disponibile un sistema di estensione di emergenza. Ciò può assumere la forma di una manovella o di una pompa azionate manualmente o di un meccanismo meccanico di caduta libera che disinnesta i blocchi di sollevamento e consente al carrello di cadere e bloccarsi a causa della gravità e/o del flusso d'aria.
Nei casi in cui solo una gamba del carrello di atterraggio non riesce ad estendersi, il pilota può scegliere di ritrarre tutto il carrello ed eseguire un belly landing perché potrebbe credere che sia più facile controllare l'aereo senza alcun carrello rispetto a uno con una gamba mancante.
Alcuni velivoli, come l'A-10 Thunderbolt II, sono progettati specificamente per rendere più sicuri i belly landing. Nel caso dell'A-10, le ruote retratte sporgono dalla fusoliera, evitandole il contatto con l'asfalto.

## Incidenti principali
| Evento                                    | Anno | Luogo                                        | Descrizione |
| ----------------------------------------- | ---- | -------------------------------------------- | --- |
| Volo Far Eastern Air Transport 104        | 1969 | Vicino a Tainan                              | Dieci minuti dopo il decollo dell'Handley Page Dart Herald, il comandante riferì alla torre di controllo che si era verificato un guasto al motore sinistro. L'equipaggio decise di dirottare verso l'aeroporto di Tainan a Tainan City. Qualche istante dopo aver ricevuto l'autorizzazione per un atterraggio di emergenza, tuttavia, l'aereo passò sopra su un'area boscosa, effettuò un belly landing in giù in una piccola radura e scivolò in un torrente. L'aereo si spezzò in tre parti e prese fuoco, provocando la morte di tutti i 36 a bordo. |
| Volo Varig 820                            | 1973 | Vicino a Orly                                | Un Boeing 707 effettuò un belly landing di emergenza su campi di cipolle a circa quattro chilometri da Orly, a causa del fumo nella cabina dovuto a un incendio sviluppatosi in un gabinetto. Le fiamme causarono 123 morti; solo in 11 sopravvissero (dieci membri dell'equipaggio e un passeggero). |
| Volo Air Rhodesia 825                     | 1978 | A ovest di Karoi                             | Subito dopo il decollo del volo 825, un gruppo di guerriglieri della ZIPRA colpì l'ala destra dell'aereo con un missile terra-aria a guida infrarossa Strela-2 di fabbricazione sovietica, danneggiandolo gravemente e costringendolo a un atterraggio di emergenza. Un tentativo di belly landing in un campo di cotone appena ad ovest di Karoi non andò come previsto; l'aereo finì in un fosso spezzandosi in più parti. Dei 52 a bordo, 38 morirono nello schianto. |
| Volo Ethiopian Airlines 604               | 1988 | Vicino all'aeroporto di Bahar Dar            | Quando il Boeing 737-200 si avvicinò alla velocità di decollo, l'equipaggio vide uno stormo di piccioni sollevarsi sul lato sinistro. Subito dopo la rotazione, il velivolo colpì i volatili a una velocità di 146 nodi (270 km/h). Il carrello d'atterraggio venne sollevato. I motori andarono in sovratensione e, dopo aver realizzato di non poter tornare all'aeroporto di partenza, il comandante virò verso una radura ed eseguì un belly landing. L'aereo si spezzò e scoppiò un incendio. Dei 104 occupanti, in 35 persero la vita. |
| Volo Varig 254                            | 1989 | Vicino a São José de Xingu                   | Il volo era operato da un Boeing 737-241. Prima di decollare da Marabá, Pará, verso la destinazione finale, l'equipaggio inserì un dato errato nel computer di volo cosicché, invece di dirigersi verso la destinazione programmata, l'aereo si diresse verso ovest, venendo a trovarsi su una zona remota della giungla amazzonica. I tentativi di raggiungere un aeroporto alternativo non ebbero successo e con l'aereo a corto di carburante il pilota alla fine fu costretto a effettuare un belly landing di emergenza nella giungla, 1.700 km a nord-ovest di Rio de Janeiro. Le vittime furono 13. |
| Volo Malév 262                            | 2000 | Aeroporto di Salonicco-Macedonia             | Un Tupolev Tu-154 venne a contatto con la pista con la parte inferiore della fusoliera durante l'atterraggio a Salonicco, scivolò sull'asfalto ma fu in grado di decollare e atterrare normalmente dopo una riattaccata. Non furono riportati feriti. La causa fu la dimenticanza dell'estensione del carrello da parte dei piloti. |
| Volo Iran Air 742                         | 2011 | Aeroporto Internazionale di Teheran-Mehrabad | Alle 15:20 ora locale, il volo 742 si stava avvicinando all'aeroporto di Teheran. L'equipaggio ricevette un'indicazione di "carrello non abbassato e bloccato" riguardo al carrello anteriore e interruppe l'avvicinamento. Il comandante effettuò un passaggio a bassa quota, dopo il quale i controllori gli confermarono che il carrello anteriore non era esteso. L'equipaggio decise di far atterrare l'aereo senza il carrello anteriore sulla pista 29L verso le 16:00 ora locale; questo andò a buon fine e il 727 rimase adagiato con il muso sulla pista. Non si verificarono feriti. |
| Volo LOT Polish Airlines 016              | 2011 | Aeroporto di Varsavia-Chopin                 | L'equipaggio informò il controllo del traffico aereo di Varsavia di non essere stato in grado di abbassare il carrello di atterraggio a causa di un guasto al sistema idraulico. Il comandante decise di stare in un circuito di attesa vicino all'aeroporto per oltre un'ora, per consumare il carburante in eccesso e per dare tempo ai servizi di emergenza a terra per prepararsi all'atterraggio. Un'osservazione visiva da parte di due caccia F-16 dell'Aeronautica Militare polacca confermò che nessuno dei carrelli si era abbassato; i tentativi di estenderlo con mezzi alternativi fallirono. Alle 14:40 CET, il Boeing atterrò con successo sulla pista 33, senza provocare vittime o feriti. Tuttavia, l'aereo subì danni sostanziali. Tutti gli occupanti vennero evacuati in 90 secondi. |
| Volo Pakistan International Airlines 8303 | 2020 | Aeroporto Internazionale Jinnah              | Un Airbus A320-214 precipitò in un'area densamente popolata di Karachi durante un secondo avvicinamento all'aeroporto Internazionale Jinnah, dopo che il primo era stato abortito per problemi al carrello d'atterraggio ed era stata eseguita una riattaccata. Durante il primo tentativo, i piloti avevano cercato di effettuare un belly landing senza comunicare niente al controllore, facendo strisciare i motori sulla pista per centinaia di metri per poi riprendere quota. A bordo si trovavano 99 persone: 91 passeggeri e 8 membri dell'equipaggio; solo in 2 sono sopravvissuti all'impatto e al successivo incendio. |